# 기갑 (동물해부학)

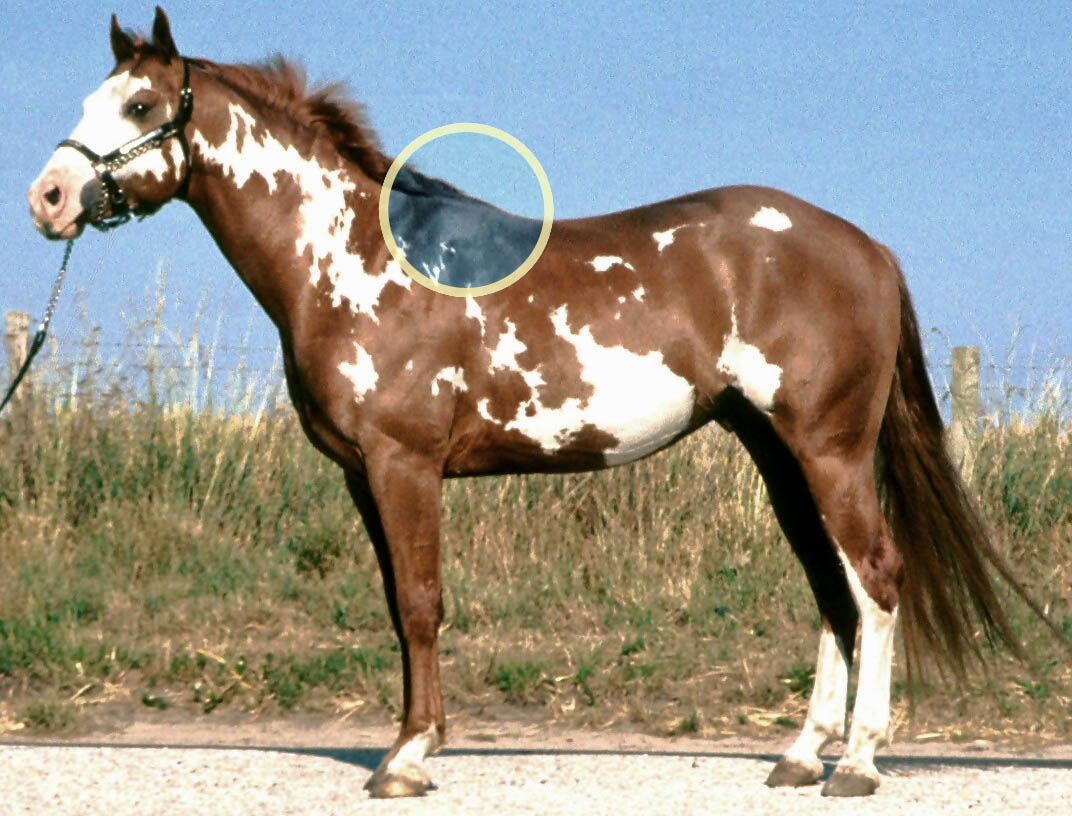
말 (동물)의 기갑의 위치

기갑(withers)은 일반적으로 네 발 달린 동물의 견갑골 사이의 능선이다. 많은 종에서 이 능선 부분은 몸의 가장 높은 지점이다. 말과 개에서는 동물의 키를 측정하는 표준 위치이다. 대조적으로, 소는 종종 엉덩이 꼭대기까지 측정된다.
기갑의 영단어 withers(/ˈwəið.ərz/로 발음)는 고대 영어 wither("against")에서 파생되었다. 왜냐하면 wither는 짐을 밀어내는 사역동물의 일부이기 때문이다.